# 朱斌侯
朱斌侯（Etienne Tsu，1885年12月4日—1940年?），字允章，号迎生，是一位中國飞行员。朱斌侯生于上海市，是银行家朱志尧的儿子。朱斌侯曾就讀於徐匯公學，後來前往法国，在列里机械学校学习机械工程，並於1903年毕业。 
1914年，第一次世界大战爆發後，朱斌侯获得了由法兰西航空俱乐部颁发的飞行员执照，并于1915年加入法国外籍兵团以及法国空军Escadrille SPA.37。1916年7月10日至1917年1月7日期间，朱斌侯駕駛紐波特17戰鬥機击落了兩架德国飞机以及一具觀測氣球。 1917年3月30日，朱斌侯因健康原因调往St. Cyr飞机修理厂任职。1919年2月20日，St. Cyr飞机修理厂解散。
1919年，朱斌侯复员並回国。1922年，浙江省督军公署購買法国飞机，並在杭州笕桥旧教场開設航空教练所，朱斌侯担任所长。1924年2月27日，浙江航空队正式成立，朱斌侯出任队长。浙江航空队解散後朱斌侯回到上海。1940年病逝于上海。